# Kickboksen

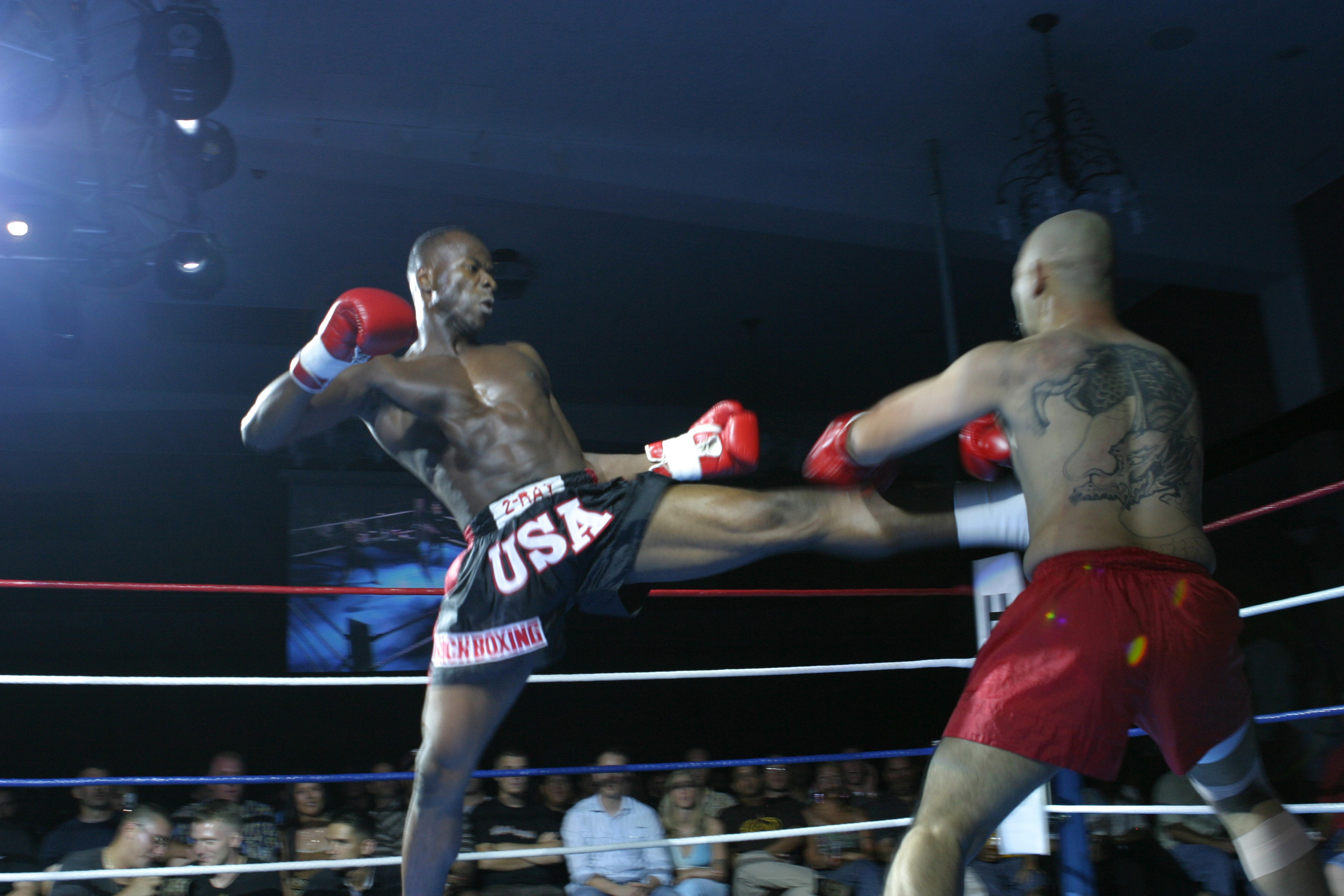
Kickboksen

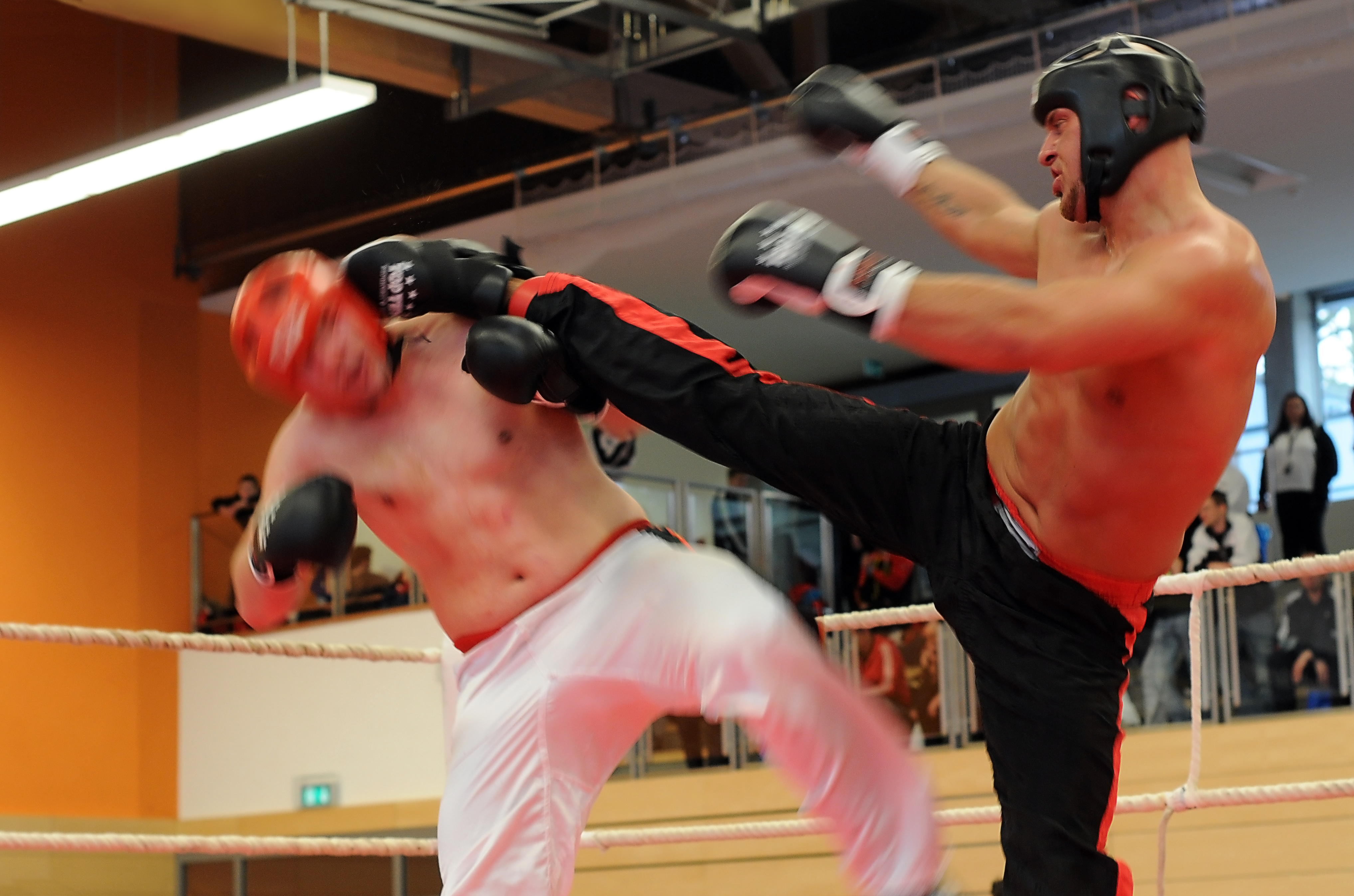
German Open 2010

Kickboksen is een vechtsport waarbij zowel de handen als de benen mogen worden gebruikt. De sport kent zijn oorsprong in Japan en de Verenigde Staten, en werd daar populair in het begin van de jaren 1970. Bij kickboksen worden de stoten van het boksen gecombineerd met de trappen uit sporten zoals karate en taekwondo. Deze sport dient te worden onderscheiden van het oorspronkelijke, gelijkende thaiboksen.

## Oorsprong en varianten
Het kickboksen in Japan heeft zich ontwikkeld uit en losgemaakt van de traditionale harde karatestijlen, zoals kyokushinkai, met invloeden van het sterk gelijkende thaiboksen (muay thai). Het kickboksen in de VS is ontstaan als systeem om verschillende stijlen vechtsporters zich met elkaar te laten meten. 
Bij het kickboksen en thaiboksen is de manier van trappen anders dan bij taekwondo. Dit verschil wordt waarschijnlijk veroorzaakt door de verschillende vormen van competitie. Bij taekwondo als wedstrijdsport draait het om het behalen van punten, terwijl het bij thaiboksen de bedoeling is de tegenstander zo hard mogelijk te raken. Elleboogstoten zijn in het kickboksen, anders dan bij het traditionele thaiboksen, niet toegestaan.
Bij kickboksen onderscheiden we vier disciplines op tatami (Japanse mat) en drie varianten in de boksring. 
1. Tatami-disciplines
  - Semi Contact of Point Fighting: het is de bedoeling te scoren door trap- en stoottechnieken. Een trap op het hoofd is twee punten waard, een gesprongen trap naar het hoofd drie punten, een trap naar het lichaam een punt en een gesprongen trap naar het lichaam twee punten. Elke stoot is een punt waard. Telkens als er een punt behaald wordt, wordt de wedstrijd stilgelegd.
  - Light Contact of Continuous Fighting: er worden punten behaald door middel van trappen en stoten en continu doorvechten tot de vooropgestelde tijd en het aantal rondes voorbij is. De wedstrijd wordt slechts af en toe stilgelegd wanneer er een foute techniek wordt toegepast (waarschuwing of minpunt). De winnaar is diegene met het meeste aantal punten aan het einde van het gevecht, of wanneer er een knock-out plaatsvindt.
  - Kick Light: deze variant zit tussen Semi Contact en Full Contact. Er ligt een grote nadruk op controle en een perfecte balans tussen trap- en stoottechnieken
  - Musical Forms of Kata's: hier is het de bedoeling om de trap- en stoottechnieken van het kickboksen op een ritmische manier te demonstreren op het ritme van (dynamische) muziek. Het lijkt alsof je een gevecht uitvoert met een of meerdere denkbeeldige tegenstanders.
2. Boksring-disciplines
  - Full Contact: vergelijkbaar met light-contact, maar dan in ring. Bovendien gaat het er hier meestal iets harder aan toe. Knock-outs zijn meer frequent.
  - Low Kick: een variant van Full Contact kickboxing waarin ook de mogelijkheid bestaat om de benen van de tegenstander met zuivere trappen aan te vallen.
  - K-1: een mix van staande vechtsporten, zoals kickboksen, thaiboksen, karate en taekwondo, maar volgens de regels van Full Contact.

## Kickboksen internationaal
In de kickbokssport is er geen sprake van één internationaal bestuursorgaan. Er zijn meerdere internationale bestuursorganen, waaronder de World Association of Kickboxing Organizations (WAKO), World Kickboxing Association (WKA) en International Sport Kickboxing Association (ISKA). Ook is er geen sprake van één wereldkampioenschap kickboksen, en kampioenstitels worden uitgegeven door individuele organisaties, zoals K-1 en Glory. De wedstrijden die door de verschillende bestuursorganen worden georganiseerd hanteren verschillende regels.
Recent (2019) werd kickboksen door het IOC ook officieel erkend als Olympische discipline vanaf de Olympische Zomerspelen 2024.

## Kickboksen in België
De officiële Belgische vertegenwoordiger van  WAKO is koepelfederatie WAKO Belgium. Deze organisatie heeft het alleenrecht op het organiseren, monitoren en promoten van de kickbokssport in België. Dat houdt in dat enkel de federatie atleten kan afvaardigen voor de officiële nationale en internationale wedstrijden.
Naast enkele clubs en atleten die rechtstreeks aangesloten zijn bij WAKO Belgium, zijn er ook officiële kickboksclubs via de subfederatie BKBMO.
In België dragen alle kickboksers een gordel met een specifieke kleur en/of code. Deze kleur- en symboolcombinatie wijst op het niveau van de kickbokser en bepaalt bij training en wedstrijden het competitieniveau. De aanloopkleuren (wit-geel-groen-blauw-bruin) wijzen op een lagere graad of KYU.  Zwarte gordels zijn de hogere graad of DAN-graden.  

## Kickboksen in Nederland
In Nederland werd het kickboksen geïntroduceerd door Jan Plas (Mejiro Gym, Amsterdam) en Thom Harinck (sportschool Chakuriki, Amsterdam). Zij hebben diverse internationaal succesvolle beoefenaars voortgebracht. Bekende kickboksers van Mejiro Gym in de begintijd waren Rob Kaman, Lucien Carbin en Fred Royers (later sportverslaggever).
Het kickboksen in Nederland is eerder afgeleid van de Japanse variant en lijkt meer op thaiboksen dan op het Amerikaanse full-contact. Een andere vergelijking is de van Eurosport afgeleide K-1, alleen mag er wel geclincht worden. Hoe snel de clinch opgebroken wordt is afhankelijk van de klasse en kickboksbond en bij sommige wedstrijden zijn elleboogstoten ook toegestaan. Men spreekt dan van Thaise regels of full muay thai.